# Amazopimpla lutea
Amazopimpla lutea là một loài tò vò trong họ Ichneumonidae.